# Макгрэди, Майк
Майк Макгрэди (4 октября 1933, Нью-Йорк, Нью-Йорк — 13 мая 2012) был американским журналистом и писателем, а также — вдохновителем одной из самых известных литературных мистификаций XX века «Незнакомка пришла нагой» .

## Мистификация и всерьёз
«Он хотел доказать свою точку зрения о безвкусии, и у него это получилось очень хорошо. Хотя обозреватель Newsday Майк МакГрейди, скончавшийся 13 мая в возрасте 78 лет, получил награду Overseas Press Club за свои репортажи из Вьетнама, его всегда будут помнить как организатора литературной мистификации 1969 года «Незнакомка пришла нагой» . Вызывающий нервное передергивание роман «Пенелопы Эш» о непослушных домохозяйках, — на самом деле это работа Макгрейди и его приятелей из редакции. Задуманная как пародия на дрянные бестселлеры, она быстро сама стала бестселлером. «Некоторые главы были слишком хорошими», - сказал изданию Time ошеломленный МакГрэди после того, как правда вышла наружу. «Мне пришлось работать изо всех сил, чтобы сделать их настолько плохими, чтобы их можно было использовать».
«Секс продаёт»: его пародия разошлась тиражом намного больше, чем его получившая приз книга «Голубь во Вьетнаме», которая была ответом Макгрейди на ястребиный вызов Джона Стейнбека . Заменив Стейнбека в Newsday, его колонки широко распространялись в США и за рубежом Newsday и Los Angeles Times Syndicate. Его работа была удостоена награды Overseas Press Club за лучшую интерпретацию международных отношений.
В статье от 22 мая 2012 года Боб Киллер рассказывает, что ему не нравились письма Стейнбека с войны, и он предложил ему поехать туда, чтобы написать серию под названием «Голубь во Вьетнаме». Идея понравилась издателю Биллу Мойерсу, бывшему пресс-секретарю LBJ. Получившиеся истории рассказывали ужасную правду о войне. Они также испортили отношения Гуггенхайма с его звездой Мойерс ". . . . . . "Когда люди говорят о Майке, на ум приходит эта книга, а не книга с голыми розыгрышами. Вьетнамская война была гораздо более смертоносной мистификацией, и Майк написал убедительно, чтобы разоблачить ее. На страницах Newsday о той ядовитой разобщающей войне Джон Стейнбек был категорически неправ. Майк Макгрейди был абсолютно прав. Это немалая эпитафия великой жизни».
Согласно книге Роберта Киллера Newsday A Candid History of the Respectable Tabloid, Wm Morrow & Co., как обман, так и его освещение усугубили разрыв между владельцем Newsday и его издателем Биллом Мойерсом, что в конечном итоге привело к продаже Newsday к Los Angeles Times и отставке Мойерса.
На следующий день после опубликования некролога в «Нью-Йорк Таймс» 15 мая 2012 г. в редакционной статье « Более страннее, чем вымысел» говорилось: «Странный успех мистера Макгрэди был продуктом своего времени, которое оказалось очень удачным для газеты. В частности, этот отдел новостей - Newsday 's в Гарден-Сити, Лонг-Айленд - представлял собой сплоченную группу мужчин и женщин, которые выиграли Пулитцеровскую премию и освещали весь мир. Фактически, плохой художественный проект мистера Макгрэйди был прерван репортажным туром по Вьетнаму, а затем стипендией Нимана в Гарварде. То, что он построил в последующие годы, - новостные статьи и колонки, обзоры фильмов и ресторанов - остается прекрасной работой, и все это на вершине славы из «Обнаженного пришёл незнакомец». 
Его следующая книга « Более страннее, чем обнаженная» или «Как писать грязные книги для удовольствия и выгоды», руководство, Wyden 1970. Майк Макгрэди рассказывает непонятную правду, скрывающуюся за обманом. Хотя это была шумная игра, намерения Макгрейди были смертельно серьезными. Достаточно серьезно, чтобы отклонить предложение о полумиллионе долларов за продолжение. 
В эпоху, когда на кухне предпочитали женщин, Майк Макгрейди продолжал бросать вызов статус-кво. Придумав слово «домашний муж», он на год поменялся ролями со своей женой. Этот эксперимент лег в основу его книги; Бумаги для кухонной раковины, моя жизнь в качестве домохозяина . Части книги были широко распространены газетами Newsday и Los Angeles Times. Изданный как Doubleday, так и New American Library, он впоследствии стал сокращенной книгой Readers Digest.
«Женщины смотрели на меня так, будто я пытался попасть в тюрьму», - сказал он в интервью Los Angeles Times в 1975 году. «Мужчины смотрели на меня, как на Бенедикта Арнольда ».
В книге «Lord of Publishing, Open Road 2013» легендарный литературный агент Стерлинг Лорд говорит нам, что «Майк МакГрейди не был обычным журналистом». Он также отмечает: «Хотя домохозяйство - обычное дело в двадцать первом веке, когда Майк писал книгу в 1975 году, он переезжал в неизведанную домашнюю жизнь». (Майк Макгрейди посвятил книгу своей дочери. )
Задевал нерв в его часто переиздаваемой статье Newsweek My Turn от 2 февраля 1976 года: "Let'em Eat Leftovers" можно найти во многих современных антологиях. Среди них Growing Ideas: Reader for Writers, Between Worlds, Reader, Rhetoric and Handbook и Discover Ideas: Anhology for Writers.
Женские проблемы никогда не были чужды Макгрэди, в статье 9, предложенной его дедом Фрэнком Робинсоном в 1911 году в законодательный орган штата Вашингтон в качестве кандидата от фермеров-лейбористов, говорилось:
Better pay and working conditions for girls and women so that the world may be as fair a place for my three girls as it is for my three boys.
20 мая 2012 года газета Los Angeles Times написала: «Его опыт смены ролей с женой превратил его в феминистку, что, возможно, повлияло на его решение написать две книги со звездой« Глубокой глотки » Линдой Лавлейс : испытание (1980) и из кабалы (1986) «, в которых подробно злоупотребления, которые она пережила в порноиндустрии. 
Он так же опередил свое время, как и его дед. Люди были не готовы к истории Линды Лавлейс, пока Глория Стайнем не вмешалась со статьей в MS Magazine после публикации « Испытания ». Ordeal стала международным бестселлером и превратила Линду в феминистскую героиню женского движения, выступая против порнографии на правительственных слушаниях, феминистских группы и колледжах. Лавлейс позже свидетельствовал перед комиссией в 1986 году генерального прокурора США по порнографии. А Глория Стайнем написала вступление ко второй книге « Из рабства» .
В то время как Ордил был в списке бестселлеров, его брат, известный научный писатель, присоединился к нему в списке. Журнал «People» от 8 июня 1980 г. отметил: «Вот один для книги: одновременные бестселлеры братьев МакГрэйди» «Сестры Бронте и братья Во добились успеха как писатели, но Пэт и Майк МакГрэйди сделали то, чего не сделали ни одни братья и сестры в истории выполнено - этой весной они одновременно вошли в список бестселлеров. . . " 
Между периодами написания книг и журнальных статей Макгрейди писал для Newsday . На переднем крае своей эпохи он оказал решающее влияние на культуру. Как обозреватель он переехал из Сельмы в Монтгомери, где участвовал в столкновениях на улицах Чикаго. Беседуя с писателями, политиками, звездочками и детьми, он прокомментировал жизнь, в том числе семейную, и выиграл Национальную премию хэдлайнера в категории «Постоянно выдающиеся колонки». Как иностранный корреспондент он окунулся в историю от Сайгона до Ханоя и выиграл премию Overseas Press Club. Обменивая шляпы позже в своей карьере, он просматривал рестораны для газеты. Его дни в Newsday начинались и заканчивались в качестве кинокритика газеты.
Его статьи хранятся в Библиотеке редких книг и рукописей Колумбийского университета.

## Книги Майка МакГрейди
- Испытание с Линдой Лавлейс. Лайл Стюарт / Citadel Press 1980, Bell Publishing 1980, Berkley Books 1981, Barricade Books 1989, Kensington Publishers 2006
- Out of Bondage with Linda Lovelace (предисловие Глории Стайнем) Лайл Стюарт 1986, Berkley Books 1987, Barricade Books 1989, Kensington Publishers 2006
- Голубь во Вьетнаме Funk & Wagnalls 1969
- Бумаги о кухонной раковине, My Life as a Househusband Doubleday 1975, New American Library 1976, Readers Digest 1976
- Незнакомец пришёл обнажённым, или Как писать грязные книги для развлечения и прибыли Wyden Books 1970
- Поваренная книга мужа Липпинкотт 1979
- Ленты мотеля Warner Books 1977
- Установление невиновности с Харви Аронсоном GP Putnam 1976, Berkley Books 1977
- Лучшие рестораны на Лонг-Айленде Citadel Press 1986
- Криминалисты Липпинкотт 1961
- Доктора джунглей Липпинкотт 1961
- Приключения скин-дайвинга с Джоном Дж. Флогерти Липпинкоттом 1962
- Whirling Wings с Джоном Дж. Флогерти Липпинкотт 1961
- Молодежь и ФБР с Джоном Дж. Флоэрти (предисловие Дж. Эдгара Гувера) Липпинкотт 1960
- The Bedside Playboy Идеальное Алиби с Джо Хикки Playboy Press 1963

## Экранизации
- Незнакомец пришёл обнажённым